# David Villabona
David Villabona Echalecu, född den 5 december 1969 i Irún, Spanien, är en spansk fotbollsspelare som tog OS-guld i herrfotbollsturneringen vid de olympiska sommarspelen 1992 i Barcelona. 